# 斎藤月岑日記
『斎藤月岑日記』（さいとうげっしんにっき）は、江戸時代後期から末期の町名主で、『江戸名所図会』（ちくま学芸文庫ほか）などを編纂・刊行した斎藤月岑が記した日記。文政13年（1830年）から明治8年（1875年）の45年間にわたって書き継がれた。東京大学史料編纂所蔵。
日記の内容は、天候、公務、本人や家族の行動、来客、自然災害などであり、月岑の感想を交えることは少なく、備忘録的性格が強い。
江戸の様々な風俗などを記す貴重な史料で、江戸市中の事を詳細に記した藤岡屋由蔵の『藤岡屋日記』と双璧をなす記録と言われている。
岩波書店で『大日本古記録 斎藤月岑日記』として1997年3月から出版開始、2016年3月に最終第10巻が刊行された。また、書誌学者の森銑三が最晩年に『斎藤月岑日記鈔』（汲古書院、1983年）を刊行している。